# Flughafen Saint Brieuc–Armor

i7
i11
i13
Die Aéroport de Saint Brieuc-Armor ist ein französischer Flughafen. Er liegt in der Region Bretagne im Département Côtes-d’Armor auf dem Gebiet der Gemeinden Trémuson (Terminal), Plélo, Tréméloir und Pordic in der Nähe der Côte d’Émeraude.
Der heutige Flughafenstandort entstand erst in den 1980er Jahren als Folge des Siedlungsdrucks von Saint Brieuc, zuvor befand sich der Flughafen des Ortes lediglich drei Kilometer westlich der Innenstadt im Gebiet Plaineville auf dem Territorium von Ploufragan.

## Geschichte
Die Fliegerei im Raum Saint Brieuc begann bereits 1909. Damals begann die Nutzung des Strands Cesson als Flugplatz, was jedoch nur bei Niedrigwasser möglich war. In den 1930er Jahren begann man zu überlegen, einen permanenten Flugplatz zu errichten. Der Bau des Flugplatzes Saint Brieuc-Plaineville begann Anfang 1938 und 1939 wurde er eröffnet.
Während des Zweiten Weltkriegs war der Flughafen von 1940 bis 1943 durch die deutsche Luftwaffe besetzt. An fliegenden Verbänden waren hier von Mitte Januar bis Anfang März 1941 zunächst die 8. und 9. Staffel des Jagdgeschwaders 77 stationiert, die beide mit der Bf 109E ausgerüstet waren. Im Sommer 1942 wurde der Flugplatz dann eine Basis der 4. Staffel der Aufklärungsgruppe 13 und der 1. Staffel der Aufklärungsgruppe 23, die die Hs 126 und die Fw 189A flogen. Die beiden Staffeln wurden im Oktober 1942 zur 1. und 2. Staffel der Nahaufklärungsgruppe 13 umklassifiziert und beide erhielten anschließend die Fw 190A. Sie verlegten sich im August 1943 nach Dinard.
In den 1980er Jahren stellte sich die Frage des Flughafenausbaus, wozu sich der Standort Plaineville jedoch aufgrund der entstandenen Wohngebiete nicht mehr eignete. Man begann die Suche nach einem neuen Standort, der möglichst in der Nähe der in den 1970er Jahren entstandenen neuen vierspurigen Umgehungsstraße im Rahmen der N 12 liegen sollte. Die Wahl fiel auf den heutigen Standort weit außerhalb im Westen von Saint Brieuc.
Der neue Flughafen wurde schließlich am 30. November 1985 eingeweiht.